# Laodika II.
Laodika II. (starogrško starogrško Λαοδίκη, Laodíkē) je bila soproga Selevka II. Kalinika, vladarja Selevkidskega cesarstva.
Po izrecni Polibijevi izjavi je bila sestra Andromaha, anatolskega plemiča grško/makedonskega in perzijskega porekla. V zakonu s Selevkom II. je rodila selevkidska vladarja Selevka III. Kerauna in Antioha III. Velikega.